# Elizabeth Benger
Elizabeth Ogilvy Benger (batizada em 15 de junho de 1775 em West Camel, Somerset, morreu em 9 de janeiro de 1827 em Londres) foi uma biógrafa, romancista e poeta inglesa. Algumas de suas poesias tinham uma forte mensagem social.

## Início da vida e educação
Elizabeth era filha de John Benger ou Benjey e sua esposa Mary, née Long. Seu pai era comerciante em Wells. Ele se tornou um comissário da Marinha Real em 1782 e a família viveu principalmente em Chatham, Kent até 1797. De acordo com uma colega escritora, Lucy Aikin, Elizabeth cedo mostrou "um ardor pelo conhecimento, uma paixão pela literatura". Ela foi autorizada aos doze anos de idade a frequentar uma escola local para meninos para aprender latim, e no ano seguinte teve um poema publicado, The Female Geniad. Este apresentava "teólogas, acadêmicas e pregadoras como Cassandra del Fides, Isabella de Barcelona, e Issona de Verona, ao lado de Cornelia, como mulheres históricas para inspirar 'a feira britânica' de sua época". Foi precedido por um prefácio costumeiro de desculpas que "implanta a inocência com grande sofisticação", como comentaristas recentes colocam. "A voz... é a voz da autoridade cultural."

## Carreira
Empobrecida após a morte de seu pai em 1796, a família mudou-se para Devizes, Wiltshire, e depois para Londres em 1802, onde Benger conheceu várias figuras literárias. Estes incluíam os romancistas Jane e Anna Maria Porter, e a poetisa Caroline Champion de Crespigny, ex-amante de Lord Byron. Mais tarde, ela se tornou conhecida por John Aikin e sua filha Lucy, a poetisa e escritora infantil Anna Laetitia Barbauld, Sarah Wesley, a escritora filha do proeminente metodista Charles Wesley e a romancista e atriz Elizabeth Inchbald. Ela causou uma má impressão em Charles e Mary Lamb, e no diarista Henry Crabb Robinson, que a descreveu como "ridiculamente inquieta" em uma festa onde Wordsworth estava presente.
Elizabeth queria se tornar dramaturga, mas não teve sucesso e logo se voltou para a poesia com uma mensagem social. "A Abolição do Comércio de Escravos" apareceu em 1809, com versos de James Montgomery e James Grahame sobre o mesmo assunto. Depois vieram dois romances, o segundo dos quais também foi traduzido para o francês.
Mais tarde, ela se voltou para a não-ficção, traduzindo do alemão e apresentando um volume de cartas de Friedrich Gottlieb Klopstock, e escrevendo e compilando materiais biográficos competentes sobre Elizabeth Hamilton, John Tobin, Ana Bolena e rainha Maria da Escócia entre 1818 e 1825. Depois disso, sua saúde começou a piorar. Ela estava coletando materiais para a vida de Henrique IV da França quando morreu em 9 de janeiro de 1827.